# Kumari Kandam

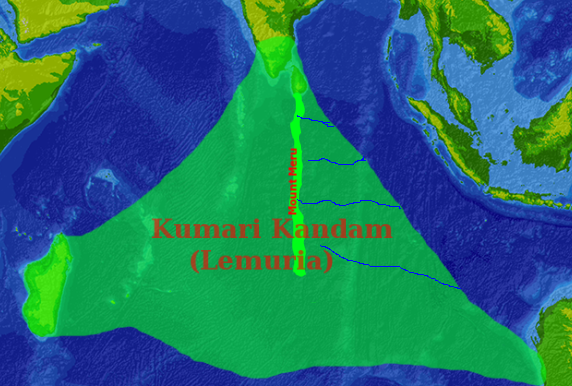
Het legendarische koninkrijk Kumari Kandam

Kumari Kandam, Kumarikkantam, Kumarinatu, voor Kumari continent, is de naam van een fictief continent ten zuiden van Kanyakumari (het zuidelijkste punt van het Indiase vasteland), dat volgens de Tamils voor het grootste deel in de Indische Oceaan is verzonken. Het strekte zich uit van Zuid-India tot Madagaskar in het westen en Australië in het oosten, van de Venkata-heuvels in het noorden tot de Pahruli- en Kumari-rivieren in het zuiden. Men schat dat er 7000 mijlen 'Tamil'-land door overstromingen verloren is gegaan.
De naam van het continent zou verwijzen naar de maagdelijke godin Kanya-kumari, voor maagd, die demonen overwint, moedergodin en echtgenote van Shiva. 
Kumari Kandam verdween ten gevolge van twee of drie overstromingen, katalkol. De oudst bekende Tamil-geschriften over dit verzonken continent dateren uit het eerste millennium. De ramp die Kumari Kandam overkwam wordt in de Purananuru, Kalittokai, Cilappatikaram en Iraiyanar Akapporul vermeld.
De eerste grote vloed zou in 16.000 v.Chr. hebben plaatsgevonden, de tweede in 14.058 v.Chr. en de derde in 9564 v.Chr.

## Atlantis
Atlantis besloeg alle Noord- en Zuid-Atlantische gebieden, delen van de noordelijke en zuidelijke Grote Oceaan, en omvatte zelfs eilanden in de Indische Oceaan (overblijfselen van Lemurië).'

## Lemurië
Kumari Kandam wordt vooral in verband gebracht met Lemurië, dat in de tweede helft van de 19e eeuw door Sclater als mogelijke landbrug tussen Madagaskar en India en door Haeckel als wieg van de menselijke beschaving werd genoemd. Volgens Haeckel stamden twaalf menselijke stammen van dit gebied in de Indische Oceaan af, waar de mens zich uit de mensaap zou hebben ontwikkeld. De Tamils namen deze theorie graag over om te bewijzen dat de beschaving van de Tamils de oudste van de wereld was. Volgens A. Mutthuthambi Pillai (1858-1917) zouden de Europese geleerden als ze de Purana's hadden gelezen 'Lanka' als benaming hebben gebruikt als naam van het verzonken continent in plaats van Lemurië. Toch lijkt de historie van Kumari Kandam recenter dan die van het Lemurië van de theosofie, dat eerder dan Atlantis en miljoenen jaren geleden ten onder zou zijn gegaan. Schattingen van de ondergang van Kumari Kandam lopen uiteen van 30.000 v. Chr. tot de derde eeuw v. Chr.

## Eerste cankam
Het continent wordt ook Pantiya natu, land van de Pandya's, genoemd, naar de dynastieën van koningen, die er hebben geheerst. Er worden negenentachtig generaties Pandya-koningen genoemd in de periode van de eerste academie, waar Kalcina Valuti de eerste van was en Kadungon de laatste. Een van de Pandya's was keizer Sengon. Er was een hoge beschaving met literaire academies, cankam. De eerste academie, mutarcankam, gesticht door de Pandya-heerser Kalcina Valuti, was in de antediluviale stad Tenmaturai, waar 4449 dichters onder leiding van Shiva en Murugan werden opgeleid. Onder de 549 notabelen van de stad werden beroemdheden als Agastya en Kubera geteld. De school bloeide 4440 jaar. 

## Tweede cankam
In de tweede cankam, gesticht door de Pandya-heerser Venterceliyan, in Kapatapuram (of Alavai), waren er 3700 dichters. De tweede academie bloeide 3700 jaar. Er worden negenenvijftig generaties van Pandya-koningen vermeld in deze periode. Tolkappiyar en Agastya verbleven er. De literaire werken, zoals Mutunarai, Mutukuruku, Mapuranam, Kalariyavirai en Putupuranam, zijn met het land ten onder gegaan. Abraham Pandither stelde in 1917 dat er werken over muziek, zoals Naratiyam en Perunarai, verloren waren gegaan, samen met zeldzame instrumenten als de luit met duizend snaren. Maar een paar werken hebben de rampen overleefd: de Akattiyam en Tolkappiyam over grammatica en de gedichten Ettutokai en Pattupattu, de Sangam-poëzie, van de derde academie, die de twee eerdere academies opvolgde. Na Tenmaturai en Kapatapuram werd door Tirumaran (Mudatirumaran), de koning die de vloedramp overleefde, het huidige Madurai tot nieuwe hoofdstad verkozen. Waar drie vloeden worden genoemd, wordt vóór Madurai Manalur nog vermeld als hoofdstad. 

## Natu
Het continent bestond uit 49 gebieden, natu. Volgens de middeleeuwse commentator Adiyarkunallar waren het:
- Elu tenku natu, zeven kokosnootlanden
- Elu Maturai natu
- Elu munpalai natu
- Elu pinpalai natu
- Elu kunra natu, zeven plaatsen op heuvels
- Elu kunakarai natu
- Elu kurumpanai natu, zeven dwerg-palmdistricten

Een gebied bekend als Peruvalanatu tussen de rivieren Kumari en Pahruli, mat 700 kavatam, een tegenwoordig onbekende maat. Beroemde steden als Kaveripumpattinam (Pumpukar), Korkai en delen van Makapalipuram verdwenen ook in zee.

## Madurai
Madurai in Tamil Nadu, een van de oudste steden in Zuid-India (officiële ouderdom is 2500 jaar), vooral bekend om de tempel van Sri Meenakshi, is volgens de Sangam van de Tamils gesticht door vluchtelingen uit Kumari Kandam.